# Hold My Hand (Sean Paul)
Hold My Hand è una canzone reggae di Sean Paul, scritta da Arif Cooper e Clayton Morrison. È la terza traccia dell'album Imperial Blaze.
Una versione spagnola del brano intitolata Agarra mi mano ha riscosso molto successo in America Latina.

## Video
Il video musicale è stato pubblicato il 9 dicembre 2009. È stato diretto da Little X, che aveva già lavorato con Sean Paul in altri sei video: Gimme the Light, Get Busy, I'm Still in Love with You, Temperature, (When You Gonna) Give It Up to Me e Come Over. La protagonista femminile del video è la famosa attrice di Pretty Little Liars Shay Mitchel.

## Tracce
Download digitale
1. Hold My Hand (feat. Keri Hilson) (iTunes version)
2. Hold My Hand (Album version)
3. Agarra Mi Mano (Spanish version)
4. Hold My Hand (feat. Zaho) (French version)

## Classifiche
| Classifica (2009/2010)     | Posizione più alta |
| -------------------------- | ------------------ |
| Francia                    | 3                  |
| Germania                   | 60                 |
| Svizzera                   | 37                 |
| Portogallo                 | 26                 |
| Belgio (Vallonia)          | 11                 |
| Billboard Canadian Hot 100 | 82                 |